# 見上崇洋
見上 崇洋（みかみ たかひろ、1948年8月6日 - ）は、日本の法学者（行政法学・都市法・土地法）。立命館大学政策科学部教授、学校法人立命館副総長、前同法人副理事長、前政策科学部長。元民主主義科学者協会法律部会理事。岡山県出身。

## 略歴
略歴は以下の通り。

### 学歴
- 1967年 - 岡山県立津山高等学校卒業
- 1973年 - 京都大学法学部卒業
- 1975年 - 京都大学大学院法学研究科修士課程修了
- 1978年 - 京都大学大学院法学研究科博士課程単位取得退学
- 2006年 - 博士（政策科学）（立命館大学）（学位論文「地域空間をめぐる住民の利益と法」）[6]

### 職歴
- 1978年～1988年 - 滋賀大学経済学部 (助手、講師、助教授)
- 1988年～2000年 - 龍谷大学法学部教授
- 2000年 - 立命館大学政策科学部教授

### 受賞歴
- 1994年 - 日本農業法学会賞

## 著作

### 単著
- 『行政計画の法的統制』（信山社出版、1997年） ISBN 978-4882616658
- 『地域空間をめぐる住民の利益と法』（有斐閣、2006年）ISBN 978-4641199767

### 共著
- （小山正善・久保茂樹・米丸恒治）『レクチャー行政法』（法律文化社、2001年／第2版･2005年／第3版･2012年）

### 共編著
- （甲斐道太郎）『新農基法と21世紀の農地・農村』（法律文化社、2000年） ISBN 978-4589024480
- （小林武）『「民」による行政：新たな公共性の再構築』（法律文化社、2005年）ISBN 978-4589028303
- （田村悦一・水口憲人・佐藤満）『分権推進と自治の展望』（日本評論社、2005年）ISBN 978-4535514348
- （芝池義一・曽和俊文）『まちづくり・環境行政の法的課題』（日本評論社、2007年）ISBN 978-4535514973
- （佐藤満）『政策科学の基礎とアプローチ〔第2版〕』（ミネルヴァ書房、2009年） ISBN 978-4623054114
- （吉田友彦・高村学人・森裕之）『地域共創と政策科学 - 立命館大学の取組』（晃洋書房、2011年） ISBN 978-4771022362